# Odontopera bowateri
Odontopera bowateri là một loài bướm đêm trong họ Geometridae.